# آنریس وارگاس

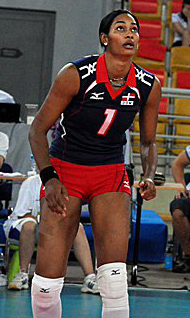
در سال ۲۰۱۱

آنریس ویکتوریا وارگاس والدز (به انگلیسی: Annerys Victoria Vargas Valdez) (زاده ۷ اوت ۱۹۸۱) بازیکن والیبال اهل دومینیکن و عضو تیم ملی والیبال زنان جمهوری دومینیکن است. او موفق‌ترین بازیکن اهل دومنیکن است. او سه مدال طلا بازی‌های آمریکای مرکزی و کارائیب را در کارنامه خود دارد.

## افتخارات

### جوایز فردی
مهمترین ها: 
- بهترین سرویس زن بازی‌های پان آمریکن ۲۰۰۳
- بهترین مدافع میانی روی تور بازی‌های پان آمریکن ۲۰۰۳
- باارزش‌ترین بازیکن بازی‌های آمریکای مرکزی و کارائیب ۲۰۰۶
- بازیکن سال جمهوری دومینیکن ۲۰۰۶
- بهترین مدافع میانی روی تور مقدماتی المپیک ۲۰۰۸
- بهترین مدافع میانی روی تور بازی‌های المپیک ۲۰۱۲
- بازیکن سال جمهوری دومینیکن ۲۰۱۳